# Armadillo de musell llarg pelut
L'armadillo de musell llarg pelut (Dasypus pilosus) és una espècie d'armadillo endèmica del Perú. Habita els boscos tropicals o subtropicals baixos, o les montanes humides tropicals o subtropicals. Està amenaçat per la pèrdua del seu hàbitat.